# Ray Lyman Wilbur
Ray Lyman Wilbur (ur. 13 kwietnia 1875, zm. 26 czerwca 1949) – amerykański polityk.
W latach 1929–1933 sekretarz Departamentu Zasobów Wewnętrznych Stanów Zjednoczonych w gabinecie prezydenta Herberta Hoovera.